# Quatuor pour la fin du temps
A Quatuor pour la fin du temps (Kvartett az idők végezetére) Olivier Messiaen kamaraműve B-klarinétra, hegedűre, csellóra és zongorára.

## A mű témája
A mű alapjául szolgáló idézet a Jelenések Könyvéből származik:
És láttam, hogy egy erős angyal leszáll az égből. Felhőbe volt öltözve, a fején szivárvány, arca olyan volt, mint a nap, a lába pedig, mint a tűzoszlop. Jobb lábát rátette a tengerre, a balt pedig a földre, és felkiáltott hatalmas hangon. Felemelte jobb kezét az égre, és megesküdött az örökkön-örökké élőre, hogy nem lesz többé idő, hanem azokban a napokban, amikor szólni fog a hetedik angyal trombitájának hangja: be fog teljesedni az Isten titka.
 (Jel 10, 1–3; 5–7)

## Messiaen a műről
A Kvartett az idők végezetére című darabot rabságom alatt komponáltam; először Görlitzben, a hadifogolytáborban mutatták be 1941. január 15-én. Hegedűn Jean Boulaire játszott, klarinéton Henri Akoka, csellón Etienne Pasquier, én pedig zongorán. Egyenesen ez az idézet inspirált a mű megírására. Zenei nyelvezete alapvetően immateriális, spirituális és katolikus. A hangneme melodikusan és harmonikusan egy bizonyos „tonális mindenütt-jelenvalóságot” hoz létre oly módon, hogy közelebb hozza a hallgatót az örökkévalósághoz a térben vagy a végtelenségben. Speciális ritmusa minden mértéken felüli, lehetővé teszi, hogy eltávolodjunk a világitól. (Mindez próbálkozás és dadogás, ha a téma nagyságára gondolunk!)

## Tételek
A Kvartett 8 tételből áll. Miért is? A 7 a tökéletes szám, a 6 nap alatt történő teremtés megszentelése az isteni hetedikkel. Ez a pihenő hetes szám meghosszabbodik az örökkévalóságban és nyolccá változik az örökké tartó világosságban és a megingathatatlan békében.

### Liturgie de cristal
I. „Kristályliturgia”, tutti.
Hajnali 3 és 4 óra között, a madarak ébredése: egy feketerigó vagy egy fülemüle mint szólista improvizál, hangos ujjongással és a fák között magasban elveszett trilla dicsfényével körülvéve. Ültessék mindezt át vallási síkra: az ég harmonikus csendjére fognak bukkanni.

### Vocalise, pour l’Ange qui annonce la fin du Temps
II. „Ének az Angyalnak, aki bejelenti az Idő végét”, tutti.
Az első és a harmadik rész (mely nagyon rövid) ennek az erővel teli angyalnak a hatalmát hirdeti, akit szivárvány vesz körül, felhőbe burkolózik, és egyik lábát a tengerre, a másikat a földre helyezi. A középső rész az ég kitapinthatatlan harmóniája. A zongora egy lágy vízesés kék-narancssárga összhangja, egy távoli harangjátékkal körülvéve, a hegedű és a cselló énekbeszédével.

### Abîme des oiseaux
III. „Madarak szakadéka”, szólóklarinétra.
A szakadék az Idő, minden szomorúságával, csüggedtségével. A madarak az Idő ellentétei: a világosság, a csillagok, a szivárványok és az ujjongó ének utáni vágyódásunk.

### Intermède
IV. „Közjáték”, hegedűre, csellóra és klarinétra.
Scherzo, a többi tételtől kissé különböző tulajdonságokkal, de néhány melodikus utalással ugyanúgy kapcsolódik hozzájuk.

### Louange à l’Éternité de Jésus
V. „Jézus örökkévalóságának dicsérete”, csellóra és zongorára.
Jézus itt úgy szerepel, mint az Ige. Egy végtelenül lassú, hosszú frázis a csellónak, szeretettel és tisztelettel magasztalja az erővel teli és lágy Ige örökkévalóságát, amin „nem hagynak nyomot az évek”. A melódia fenségesen szélesedik egyfajta felséges és lágy messzeségbe. „Kezdetben volt az Ige, az Ige Istenben volt, és Isten volt az Ige.”

### Danse de la fureur, pour les sept trompettes
VI. „A düh tánca, a hét trombitára”, tutti.
Ritmikailag ez a legjellegzetesebb része a darabnak. A négy unisono játszó hangszer a trombita és gong hangját utánozza (az Apokalipszis hat trombitája különféle katasztrófákkal van övezve, de a hetedik angyal trombitája Isten titkát hirdeti). Additív ritmusértékek, augmentált és diminuált ritmusok, meg nem fordítható ritmusképletek használata. Kőzene, fenséges gránithangzás, ellenállhatatlan acélmozgás, a düh hatalmas bíborszínű tömbjei, fagyos mámor. Főleg a téma borzasztó fortissimóját hallgassák, a téma augmentációját és különböző hangjainak regiszterváltásait figyeljék a tétel vége felé.

### Fouillis d’arcs-en-ciel, pour l’Ange qui annonce la fin du Temps
VII. „Szivárványok kavalkádja az Angyalért, aki bejelenti az Idő végét”, tutti.
Néhány, a második tételben megjelent rész tér vissza. Megjelenik az erővel teli Angyal és az őt beborító szivárvány is (a szivárvány a béke, a bölcsesség és mindenféle fény- és hangrezgés szimbóluma). Álmaimban rendezett melódiákat és harmóniákat látok és hallok, ismert formákat és színeket; ez után az átmeneti stádium után az irreálisba megyek át, és viselem elragadtatással a keringést, az emberfeletti színek és hangok forgó áramlását. Ezek a tűzkardok, a lávának ezek a kékes-narancssárga folyamai, ezek a hirtelen csillámok: íme, ez a kavalkád, ez a szivárvány!

### Louange à l’Immortalité de Jésus
VIII. „Jézus halhatatlanságának dicsérete”, hegedűre és zongorára.
Széles hegedűszóló, az 5. tétel csellószólójának testvére. Miért is kell ez a második dicséret? Főképp Jézus második aspektusához szól, Jézushoz mint emberhez, aki halhatatlanul feltámadt, hogy részesüljünk életében. Teli van szeretettel. Lassú emelkedés a nagyon magas felé, olyan, mint az ember emelkedése Isten felé, az Isten gyermekének felemelkedése az Atya felé, az isteninek alkotott teremtmény felemelkedése a Paradicsom felé.

## Külső hivatkozások
- Bartók Rádió, A hét zeneműve, Wilheim András előadása (1982)